# Podalonia sheffieldi
Podalonia sheffieldi är en biart som först beskrevs av Rowland Edwards Turner 1918.
Podalonia sheffieldi ingår i släktet Podalonia och familjen grävsteklar. Inga underarter finns listade i Catalogue of Life.